# Danh sách album nhạc phim Digimon Xros Wars
Dưới đây là danh sách toàn bộ album nhạc phim trong series Digimon Xros Wars.

## Tổng quan
| STT | Tên album                    | Ngày phát hành             | Tham khảo |
| --- | ---------------------------- | -------------------------- | --------- |
| 1   | Digimon Xros Wars MUSIC CODE | Đĩa 1: 29 tháng 9 năm 2010 | [ 1 ]     |
| 1   | Digimon Xros Wars MUSIC CODE | Đĩa 2: 23 tháng 3 năm 2011 | [ 1 ]     |
| 1   | Digimon Xros Wars MUSIC CODE | Đĩa 3: 18 tháng 1 năm 2012 | [ 1 ]     |
| 22  | Digimon Xros Wars VOCAL CODE | 24 tháng 8 năm 2011        | [ 2 ]     |

## Danh sách chi tiết

### Digimon Xros Wars MUSIC CODE
Tất cả nhạc phẩm được soạn bởi Yamashita Kousuke.
| Đĩa 1            | Đĩa 1                                                                      | Đĩa 1      |
| STT              | Nhan đề                                                                    | Thời lượng |
| ---------------- | -------------------------------------------------------------------------- | ---------- |
| 1.               | ""Digimon Xros Wars" Main Theme" (「デジモンクロスウォーズ」 メインテーマ) | 2:13       |
| 2.               | "Bouken no Hajimari" (冒険のはじまり)                                      | 1:32       |
| 3.               | "Daichi wo Koete" (大地を越えて)                                           | 1:27       |
| 4.               | "Sora to Umi to Yama to" (空と海と山と)                                    | 1:32       |
| 5.               | "Omoide" (想い出)                                                          | 2:05       |
| 6.               | "Kibou wo Mune ni" (希望を胸に)                                            | 1:35       |
| 7.               | "Semaru Kage" (迫る影)                                                     | 1:29       |
| 8.               | "Bagura Teikoku" (バグラ帝国)                                              | 2:55       |
| 9.               | "Shuurai" (襲来)                                                           | 1:05       |
| 10.              | "Kusen" (苦戦)                                                             | 1:44       |
| 11.              | "Koubou" (攻防)                                                            | 2:00       |
| 12.              | "Taiki no Theme" (タイキのテーマ)                                          | 1:41       |
| 13.              | "Yuujou no XROS HEART" (友情のクロスハート)                                | 1:27       |
| 14.              | "Kaze no Fuku mama" (風の吹くまま)                                         | 1:49       |
| 15.              | "Tama ni wa nodoka ni" (たまにはのどかに)                                  | 1:12       |
| 16.              | "Atsui HEART no Nakamatachi" (熱いハートの仲間たち)                        | 1:21       |
| 17.              | "MYSTERIOUS GIRL" (ミステリアス・ガール)                                   | 2:04       |
| 18.              | "Kodoku no Tabibito" (孤独な旅人)                                          | 1:55       |
| 19.              | "Fureau Kokoro" (ふれあう心)                                               | 1:25       |
| 20.              | "Teikoku no Sakubou" (帝国の策謀)                                          | 2:07       |
| 21.              | "Fuan" (不安)                                                              | 1:23       |
| 22.              | "Kinpaku" (緊迫)                                                           | 1:39       |
| 23.              | "Okoreru Teikoku" (怒れる帝国)                                             | 1:29       |
| 24.              | "Teikokugun Shutsugek" (帝国軍出撃)                                        | 1:41       |
| 25.              | "BATTLE IN DIGITAL WORLD" (バトル・イン・デジタルワールド)                 | 1:32       |
| 26.              | "Kougeki Kaishi" (攻撃開始)                                                | 1:25       |
| 27.              | "Kyouteki Arawaru!" (強敵あらわる!)                                        | 1:48       |
| 28.              | "Kieyuku Inochi" (消えゆく命)                                              | 2:03       |
| 29.              | "Toushi" (闘志)                                                            | 1:26       |
| 30.              | "Digi Xros!" (デジクロス!)                                                 | 1:23       |
| 31.              | "Kokoro Tsunagu Kizuna" (心つなぐ絆)                                       | 2:02       |
| 32.              | "Tabidachi" (旅立ち)                                                       | 2:24       |
| 33.              | "Ashita no Sekai he" (明日の世界へ)                                        | 1:35       |
| Tổng thời lượng: | Tổng thời lượng:                                                           | 56:28      |

| Đĩa 2            | Đĩa 2                                                        | Đĩa 2            | Đĩa 2                             | Đĩa 2            | Đĩa 2      |
| STT              | Nhan đề                                                      | Phổ lời          | Phổ nhạc                          | Trình bày        | Thời lượng |
| ---------------- | ------------------------------------------------------------ | ---------------- | --------------------------------- | ---------------- | ---------- |
| 1.               | "Prologue" (プロローグ)                                      |                  | Yamashita Kousuke                 |                  | 1:38       |
| 2.               | "Arata Naru Bouken he" (新たなる冒険へ)                      |                  | Yamashita Kousuke                 |                  | 1:22       |
| 3.               | "Sub Title" (サブ • タイトル)                                |                  | Yamashita Kousuke                 |                  | 0:10       |
| 4.               | "Yami No Chikara" (闇の力)                                   |                  | Yamashita Kousuke                 |                  | 1:46       |
| 5.               | "Kiki Semaru" (危機迫る)                                     |                  | Yamashita Kousuke                 |                  | 1:17       |
| 6.               | "Never Give Up! (TV Size)" (ネバギバ! (TV サイズ))           | Sonar Pocket     | Sonar Pocket, Kinoshita Yoshiyuki | Sonar Pocket     | 1:21       |
| 7.               | "Atarashii Seikai" (新しい世界)                              |                  | Yamashita Kousuke                 |                  | 2:13       |
| 8.               | "Cutemon No Omoi" (キュートモンの思い)                       |                  | Yamashita Kousuke                 |                  | 1:42       |
| 9.               | "Zenjiro No Manbo" (ゼンジロウのマンボ)                      |                  | Yamashita Kousuke                 |                  | 1:16       |
| 10.              | "Nazomeita Shisen" (謎めいた視線)                            |                  | Yamashita Kousuke                 |                  | 1:31       |
| 11.              | "Teikoku An Yakusu" (帝国暗躍す)                             |                  | Yamashita Kousuke                 |                  | 1:35       |
| 12.              | "Sennyuu" (Sennyuu)                                          |                  | Yamashita Kousuke                 |                  | 1:43       |
| 13.              | "Hankou Sakusen" (反攻作戦)                                  |                  | Yamashita Kousuke                 |                  | 1:55       |
| 14.              | "Digi-Memory Hatsodou!" (デジメモリ発動!)                    |                  | Yamashita Kousuke                 |                  | 1:24       |
| 15.              | "Gyakuten Shouri" (逆転勝利)                                 |                  | Yamashita Kousuke                 |                  | 2:03       |
| 16.              | "Chiisana Digimon-Tachi" (小さなデジモンたち)                |                  | Yamashita Kousuke                 |                  | 1:22       |
| 17.              | "Katarai" (語らい)                                           |                  | Yamashita Kousuke                 |                  | 1:31       |
| 18.              | "Asahi Ni Tsuzuku Michi" (明日に続く道)                      |                  | Yamashita Kousuke                 |                  | 1:73       |
| 19.              | "Eye Catch" (アイ • キャッチ)                                |                  | Yamashita Kousuke                 |                  | 0:10       |
| 20.              | "Main Theme –Piano Solo–" (メインテーマ –Piano Solo–)        |                  | Yamashita Kousuke                 |                  | 2:21       |
| 21.              | "Genwaku" (幻惑)                                             |                  | Yamashita Kousuke                 |                  | 1:45       |
| 22.              | "Yami Kara No Sasoi" (闇からの誘い)                          |                  | Yamashita Kousuke                 |                  | 1:34       |
| 23.              | "X4B No Kizuna" (X4Bの絆)                                    |                  | Yamashita Kousuke                 |                  | 2:47       |
| 24.              | "Hoshi Sora" (星空)                                          |                  | Yamashita Kousuke                 |                  | 1:55       |
| 25.              | "Koi Kokoro" (恋心)                                          |                  | Yamashita Kousuke                 |                  | 1:50       |
| 26.              | "Koutaku Naru Teikoku" (狡猾なる帝国)                        |                  | Yamashita Kousuke                 |                  | 1:24       |
| 27.              | "Kyuuten" (急転)                                             |                  | Yamashita Kousuke                 |                  | 1:50       |
| 28.              | "Yuuki No Moment" (勇気のモーメント)                         |                  | Yamashita Kousuke                 |                  | 1:52       |
| 29.              | "Tsuigeki" (追撃)                                            |                  | Yamashita Kousuke                 |                  | 1:39       |
| 30.              | "X5 No Theme" (X5のテーマ)                                   |                  | Yamashita Kousuke                 |                  | 1:58       |
| 31.              | "Shinjiru Kokoro" (信じる心)                                 |                  | Yamashita Kousuke                 |                  | 2:26       |
| 32.              | "Hakyoku No Countdown" (破局へのカウントダウン)              |                  | Yamashita Kousuke                 |                  | 2:39       |
| 33.              | "Digital World No Hikari To Kage" (デジタルワールドの光と影) |                  | Yamashita Kousuke                 |                  | 2:13       |
| 34.              | "Kiriha ~Aoki Honoo~" (キリハ ~蒼き炎~)                      |                  | Yamashita Kousuke                 |                  | 1:53       |
| 35.              | "Kazegumo" (風雲)                                            |                  | Yamashita Kousuke                 |                  | 1:15       |
| 36.              | "Tomo Yo" (友よ)                                             |                  | Yamashita Kousuke                 |                  | 1:57       |
| 37.              | "Kessen No Toki" (決戦のとき)                                |                  | Yamashita Kousuke                 |                  | 2:19       |
| 38.              | "Gekitou" (激闘)                                             |                  | Yamashita Kousuke                 |                  | 2:01       |
| 39.              | "Nakama No Tameni" (仲間のために)                            |                  | Yamashita Kousuke                 |                  | 1:36       |
| 40.              | "Shouri No Tatakai" (勝利への戦い)                           |                  | Yamashita Kousuke                 |                  | 2:38       |
| 41.              | "Gaisen" (凱旋)                                              |                  | Yamashita Kousuke                 |                  | 1:33       |
| 42.              | "Never Give Up!" (ネバギバ!)                                 |                  | Yamashita Kousuke                 |                  | 2:30       |
| 43.              | "Trailer Music" (トレイラー • ミュージック)                  |                  | Yamashita Kousuke                 |                  | 0:31       |
| Tổng thời lượng: | Tổng thời lượng:                                             | Tổng thời lượng: | Tổng thời lượng:                  | Tổng thời lượng: | 74:07      |

Tất cả nhạc phẩm được soạn bởi Yamashita Kousuke.
| Đĩa 3            | Đĩa 3                                                                       | Đĩa 3      |
| STT              | Nhan đề                                                                     | Thời lượng |
| ---------------- | --------------------------------------------------------------------------- | ---------- |
| 1.               | "Mou Hitotsu no Sekai" (もうひとつの世界)                                   | 0:30       |
| 2.               | "STAND UP ~Instrumental~" (STAND UP 〜インストゥルメンタル〜)               | 1:25       |
| 3.               | "Sub Title 2" (サブ • タイトル 2)                                           | 0:12       |
| 4.               | "Digimon Hunter" (デジモンハンター)                                         | 1:40       |
| 5.               | "Fushigi na Tokei Ya" (ふしぎな時計屋)                                      | 2:17       |
| 6.               | "Digital World no Nakama" (デジタルワールドの仲間)                          | 1:11       |
| 7.               | "Slow Down" (スローダウン)                                                  | 1:08       |
| 8.               | "Shinobi Ashi" (しのび足)                                                   | 1:32       |
| 9.               | "Yurameku Kage" (ゆらめく影)                                                | 1:19       |
| 10.              | "Fukakai na Jiken" (不可解な事件)                                           | 2:01       |
| 11.              | "Nazu wo Ou Xros Heart" (謎を追うクロスハート)                              | 1:59       |
| 12.              | "Sasurau Tamashii" (さすらう魂)                                             | 2:07       |
| 13.              | "Kunoo" (苦悩)                                                              | 1:35       |
| 14.              | "Tohoho na Kibun" (トホホな気分)                                            | 1:30       |
| 15.              | "UP↑UP↑"                                                                    | 1:32       |
| 16.              | "Oitsuowaretsu" (追いつ追われつ)                                            | 1:05       |
| 17.              | "Okashina Partner" (おかしなパートナー)                                     | 0:55       |
| 18.              | "Taiki no Theme –Piano Solo–" (タイキのテーマ -piano solo-)                 | 2:01       |
| 19.              | "Sato no Densetsu" (里の伝説)                                               | 1:48       |
| 20.              | "Meikyuu" (迷宮)                                                            | 1:57       |
| 21.              | "Kouryou" (荒涼)                                                            | 1:44       |
| 22.              | "Yuuwaku no Ko" (誘惑の声)                                                  | 1:42       |
| 23.              | "Uzumaku Akui" (渦巻く悪意)                                                 | 1:53       |
| 24.              | "Kukyou ni Tatsu Hunter" (苦境に立つハンター)                               | 1:31       |
| 25.              | "Yasashisa ni Furete" (やさしさに触れて)                                    | 2:52       |
| 26.              | "Shinpi no Tobira" (神秘の扉)                                               | 1:74       |
| 27.              | "DigiQuartz" (デジクオーツ)                                                 | 2:29       |
| 28.              | "Monster Toujou" (モンスター登場)                                           | 1:34       |
| 29.              | "Osorubeki Power" (おそるべきパワー)                                        | 1:59       |
| 30.              | "STAND UP ~Instrumental B Type~" (STAND UP 〜インストゥルメンタル B type〜) | 1:26       |
| 31.              | "Yuujou no Xros" (友情のクロス)                                             | 2:13       |
| 32.              | "Toki wo Kakete" (時を駆けて)                                               | 1:04       |
| Tổng thời lượng: | Tổng thời lượng:                                                            | 51:58      |

### Digimon Xros Wars VOCAL CODE
| STT              | Nhan đề                                                     | Phổ lời          | Phổ nhạc                          | Trình bày                                      | Thời lượng |
| ---------------- | ----------------------------------------------------------- | ---------------- | --------------------------------- | ---------------------------------------------- | ---------- |
| 1.               | "WE ARE Xros Heart!" (WE ARE クロスハート!)                 | Sanjou Riku      | Yamashita Kousuke                 | Wada Kouji                                     | 3:51       |
| 2.               | "X4B THE GUARDIAN"                                          | Sanjou Riku      | Yamashita Kousuke                 | Wada Kouji                                     | 4:25       |
| 3.               | "Sora Mau Yuusha! X5" (空舞う勇者! X5)                      | Sanjou Riku      | Yamashita Kousuke                 | Wada Kouji                                     | 4:47       |
| 4.               | "Evolution & DigiXros Ver. TAIKI"                           | Sanjou Riku      | Yamashita Kousuke                 | Wada Kouji, Tanimoto Takayoshi                 | 4:23       |
| 5.               | "Evolution & DigiXros Ver. KIRIHA"                          | Sanjou Riku      | Yamashita Kousuke                 | Tanimoto Takayoshi, Wada Kouji                 | 4:33       |
| 6.               | "BLAZING BLUE FLARE"                                        | Sanjou Riku      | Takatori Hideaki                  | Takatori Hideki                                | 3:21       |
| 7.               | "DARK KNIGHT ~Fujimi no Ouja~" (DARK KNIGHT ~不死身の王者~) | Sanjou Riku      | Yamashita Kousuke                 | Tanimoto Takayoshi                             | 4:03       |
| 8.               | "Dondokomon de Moriagare!" (ドンドコモンで盛り上がれ!)      | Sanjou Riku      | Takatori Hideaki                  | Onoda Kouji, Sakurai Takahiro                  | 3:27       |
| 9.               | "WE ARE Xros Heart! Ver. X7" (WE ARE クロスハート! Ver. X7) | Sanjou Riku      | Yamashita Kousuke                 | Wada Kouji, Tanimoto Takayoshi, Miyazaki Ayumi | 4:07       |
| 10.              | "Never Give Up!" (ネバギバ!)                                | Sonar Pocket     | Sonar Pocket, Kinoshita Yoshiyuki | Sonar Pocket                                   | 4:18       |
| Tổng thời lượng: | Tổng thời lượng:                                            | Tổng thời lượng: | Tổng thời lượng:                  | Tổng thời lượng:                               | 42:15      |